# فانتوم إن ذا توايلايت
فانتوم إن ذا توايلايت (بالإنجليزية: Phantom in the Twilight)‏ هو مسلسل أنمي ياباني صيني مقتبس من لعبة فيديو من تطوير
هابي إيلمينت، أنتجت إلى مسلسل أنمي من استوديو ليدين فيلمز، عرض الأنمي في 10 يوليو عام 2018 واستمر عرضه حتى 25 سبتمبر عام 2018، و تكون من حلقة 12.

## القصة
تدور أحداث القصة في لندن، في عالم تولد فيه الظلال من الخوف والقلق البشري. بايرو فتاة هي موجودة في لندن للدراسة في الخارج. لكنها تتعرض لحادث غريب أثناء دخولها الجامعة. في المدينة تتجول الفتاة وتصل إلى مقهى غامض يفتح فقط في الليل، وتلتقي بمجموعة من الرجال العاملين في المقهى، حيث يجتمع في هذا المكان حراس الحدود بين عالم البشر وعالم الظل.

## الشخصيات
تون بايلو (باليابانية: バイルー・トン، بالروماجي: Bairū Ton)
أداء صوتي: كانا هانازاوا
فلاد جارفانكيل (باليابانية: ヴラッド・ガーファンクル، بالروماجي: Vuraddo Gāfankuru)
أداء صوتي: تاكاهيرو ساكوراي
لوك بوين (باليابانية: ルーク・ボーエン، بالروماجي: Rūku Bōen)
أداء صوتي: نوبوهيكو أوكاموتو
تاوريو (باليابانية: トウリュウ، بالروماجي: Tōryū)
أداء صوتي: توموكازو سوغيتا
واين كينغ (باليابانية: ウェイン・キング، بالروماجي: Wein Kingu)
أداء صوتي: دايكي ياماشيتا
فان هيلسنغ (باليابانية: ヴァン・ヘルシング، بالروماجي: Van Herushingu)
أداء صوتي: ريكيا كوياما
هايسين (باليابانية: ヘイシン، بالروماجي: Heishin)
أداء صوتي: جونيتشي سوابي
كريس بوين (باليابانية: クリス・ボーエン، بالروماجي: Kurisu Bōen)
أداء صوتي: يوكي أونو
شيانياو مو (باليابانية: ムー・シンヤオ، بالروماجي: Mū Shinyao)
أداء صوتي: ماناكا إيوامي
باك أب (باليابانية: バックアップ، بالروماجي: Bakkuappu)
أداء صوتي: كوسكي توريومي
ريجان شان (باليابانية: シャー・リージャン، بالروماجي: Shā Rījan)
أداء صوتي: يوي هوريه
جورج إل. غريغوري (باليابانية: ジョージ・L・グレゴリー، بالروماجي: Jōji L Guregorī)
أداء صوتي: كينجي نومورا

## وصلات خارجية
- الموقع الرسمي
- فانتوم إن ذا توايلايت على موقع ANN anime (الإنجليزية)